# وزمنا (مقاطعة فومن)
وزمنا (بالفارسية: وزمنا) هي قرية تقع في غيلان في إيران. يقدر عدد سكانها بـ 233 نسمة بحسب إحصاء 2016.